# Villa Hidalgo, Amatenango de la Frontera
Villa Hidalgo är en ort i Mexiko.   Den ligger i kommunen Amatenango de la Frontera och delstaten Chiapas, i den sydöstra delen av landet, 900 km sydost om huvudstaden Mexico City. Villa Hidalgo ligger 872 meter över havet och antalet invånare är 299.
Terrängen runt Villa Hidalgo är kuperad åt nordväst, men åt sydost är den bergig. Runt Villa Hidalgo är det ganska tätbefolkat, med 199 invånare per kvadratkilometer. Närmaste större samhälle är Frontera Comalapa, 12,6 km väster om Villa Hidalgo. I omgivningarna runt Villa Hidalgo växer huvudsakligen savannskog.